# (5339) 1992 CD
(5339) 1992 CD (1992 CD, 1970 JP, 1973 YH1, 1975 EH6, 1980 BP3, 1990 VZ13) — астероїд головного поясу.
Тіссеранів параметр щодо Юпітера — 3,194.